# Terminal (electrònica)
Un terminal és el punt en què un conductor d'un component elèctric, dispositiu o xarxa arriba a la seva fi i proporciona un punt de connexió de circuits externs. Un terminal pot ser simplement el final d'un cable o pot estar equipat amb un connector o cargol. En teoria de circuits, terminal significa un punt on teòricament es poden fer connexions a una xarxa i no es refereix necessàriament a cap objecte físic real.
La connexió pot ser temporal, com per a equips portàtils, o pot exigir una eina per a muntatge i desmuntatge, o pot ser una unió permanent entre dos cables o aparells.

## Alguns tipus de terminals
- Clips
- Empalmaments
- Femelles de filferro
- Pius o cames
- Puntes de prova
- Terminals d'anell
- Terminals de cargol

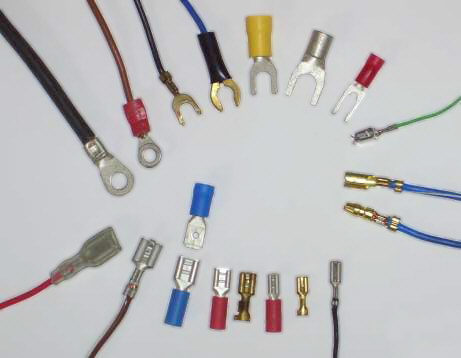
Diversos terminals elèctrics.

- Terminals de connexió i desconnexió ràpida